# Boleszczyce
Boleszczyce: Powieść z czasów Bolesława Szczodrego – powieść historyczna Józefa Ignacego Kraszewskiego z 1877 r., należąca do cyklu Dzieje Polski.
Ukończona przez pisarza w lutym 1877, w pierwodruku wydana w dwóch tomach kilka miesięcy później. Zaliczana do lepszych dzieł w historycznym cyklu autora, a poświęcona „bratnim rodom, co Jastrzębca w godle noszą”. Należąca do powieści Kraszewskiego cieszących się dużą poczytnością, osiągnęła dotychczas ok. 20 wydań.

## Zarys fabuły

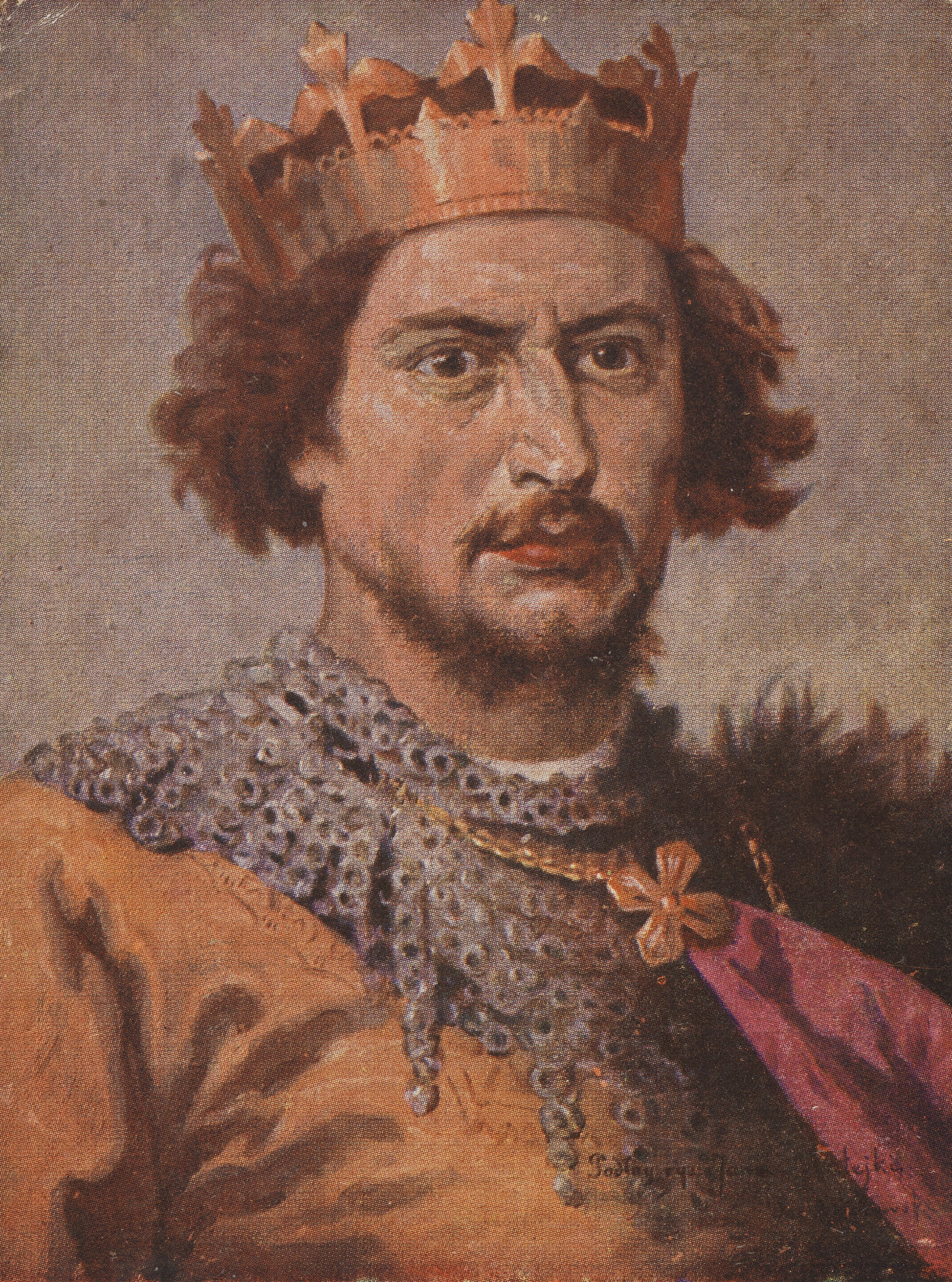
Bolesław Śmiały (według J. Matejki, mal. L. Stroynowski)

Akcja toczy się u schyłku panowania Bolesława Śmiałego, rozpoczynając się wiosną 1079 roku. Choć kraj pod jego rządami jest liczącym się państwem z silną władzą monarszą, rosnące niezadowolenie wśród poddanych wywołuje autorytaryzm króla i jego swobodny tryb życia. Otoczony wierną drużyną przyboczną – "Boleszczycami", władca nie ma jawnych oponentów i nie toleruje najmniejszej krytyki swych poczynań. Jedynym mającym odwagę upominać króla jest powszechnie szanowany krakowski biskup Stanisław ze Szczepanowa, często wytykający mu występki i wady moralne. Na tle wzajemnej niechęci tych postaci dojrzewa też i tworzy się opozycja wśród rycerstwa i możnych, podżegana przez Mścisława z Bużenina, któremu władca uwiódł młodą żonę i jawnie uczynił swą kochanką. Po stronie króla pozostają coraz mniej liczni, m.in. Borzywój, Dobrogost, Zbilut, Zema i inni z rodu Jastrzębców należący do jego drużyny.
Tymczasem konflikt narasta powodując w końcu obłożenie władcy kościelną klątwą przez biskupa działającego w imieniu nieprzychylnej części poddanych. Reakcja porywczego monarchy prowadzi do tragicznej śmierci duchownego. Wywołuje to powszechne potępienie i zupełne odrzucenie władcy przez możnych i rycerstwo, którzy podejmując bezkrwawe oblężenie wawelskiego zamku, domagają się w ten sposób jego ustąpienia. Po dłuższym biernym oporze zrezygnowany Bolesław opuszcza Kraków udając się na Węgry. Spośród otoczenia jedynie sześciu synów Mszczuja Jastrzębca, ostatni Boleszczyce – już wcześniej wyklęci przez własny ród i odtrąceni przez innych – dochowują mu wiary i odchodzą z nim na wygnanie. Po latach uzyskują odpuszczenie swych win, oficjalne przywrócenie do czci, a po pogrzebie patriarchy rodu zostają też ponownie przyjęci do niego.

## Cechy powieści
Jak zauważył już Wincenty Danek, całość wypadków opisanych w fabule to równocześnie zdarzenia historyczne opisane za głównym informatorem – Janem Długoszem. „Kompozycyjnie powieść jest dobrze przemyślana, nie ma w niej motywów luźnych, każdy wprowadzony w jej pole motyw służy w dalszym toku rozwiązaniom fabularnym i znajduje uzasadnienie”. Wyróżniają się dwa wątki powieściowe: główny, polityczny, dotyczący konfliktu w państwie pomiędzy władzą świecką i duchowną (na tle podobnych konfliktów w ówczesnej Europie, przede wszystkim między cesarstwem i papiestwem), a konstruowany rozwijaniem nabrzmiewającego sporu króla i biskupa. Drugi, poboczny, lecz nie mniej istotny – to wątek "rodowy", w którym pisarz ukazał osobisty dramat niektórych członków licznego rodu Jastrzębców, wprawdzie wyklętych przez swoich i potępionych przez ogół, lecz honorowo wiernych swemu monarsze do końca.

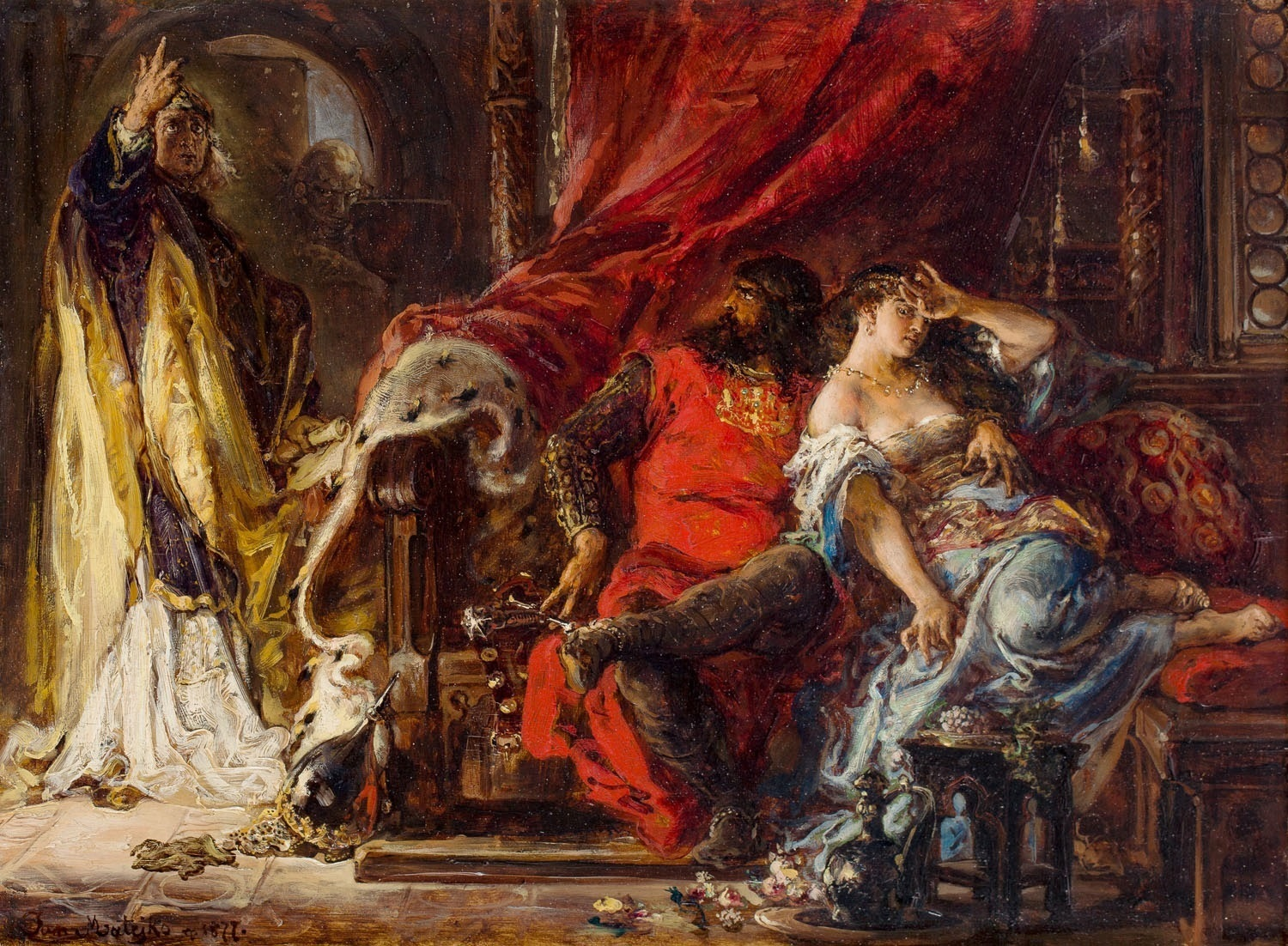
Król Bolesław z Krystą i biskup Stanisław (mal. Jan Matejko)

Co do galerii osób tego historycznego dramatu, to „charaktery postaci literackich przedstawione są w powieści raczej statycznie, niezależnie od przeżyć i wydarzeń zewnętrznych, są one jednolite i na ogół posiadają już w założeniu cechy wyznaczające los bohaterów”. Opierając się głównie na relacjach Galla Anonima, Wincentego Kadłubka i Długosza, samą postać władcy nakreślił autor według wzorów tradycyjnej historiografii przedstawiającej tamte wydarzenia i oceniającej Śmiałego. W ujęciu Kraszewskiego król jednak jest też człowiekiem cierpiącym, uwikłanym w sprzeczności własnego losu, choć opanowanym przez pospolite namiętności.
Podstawą pomysłu powieści było wykorzystanie niezmiennie popularnej w polskiej literaturzelegendy św. Stanisława Biskupa jako męczennika o krwi przelanej za wiarę i ku chwale Kościoła. Ten wciąż „pobudzający fantazję dramat” pozwolił ukazać swoistą postać kościelnego hierarchy, który w ujęciu Kraszewskiego (za Kadłubkiem) stanowi nie tylko głos moralny, ale i głos polityczny narodu. Osoba jego potraktowana jest jednak przez autora dość ogólnikowo i przy wyposażeniu w typowe cnoty duchownego – mało wyraziście. Krytycznie uznawano też, że kontrastowość postaci biskupa i króla znajduje tylko częściowy równoważnik w motywacji ich czynów i w konstrukcji charakterów.
Również skąpą kronikarską wzmiankę o królewskiej kochance – pięknej Kryście (Krystynie) uprowadzonej mężowi, pisarz umiejętnie rozwinął przetwarzając w atrakcyjny i istotny dla fabuły wątek miłosny. Jeśli zaś chodzi o tytułowych Boleszczyców (uważanych przez autora za protoplastów własnego rodu), to powieść w zamierzeniu miała stanowić ich "beletrystyczną" rehabilitację: zarówno poprzez analityczne ukazanie ich szczególnej sytuacji, jak i przez uzasadnienie psychologiczne, tj. wskazanie kierujących nimi głębszych motywów. Zarazem powszechnym argumentom moralnym i racjonalnym pisarz przeciwstawił rycersko-szlachecki ideał absolutnej wierności koronie (panującemu) bez względu na okoliczności.